# De hippe hommels
De hippe hommels is een stripverhaal van de reeks Suske en Wiske. Het album kwam uit op 1 juni 2024.

## Personages
- Suske, Wiske, tante Sidonia, Lambik, professor Barabas, Theofiel Boemerang, Celestien, Cleo, bewaker

## Locaties
- laboratorium van professor Barabas, huis van Theofiel en Celestien, Floraunakill fabriek

## Uitvindingen
- teletijdmachine, vitavliegje

## Het verhaal

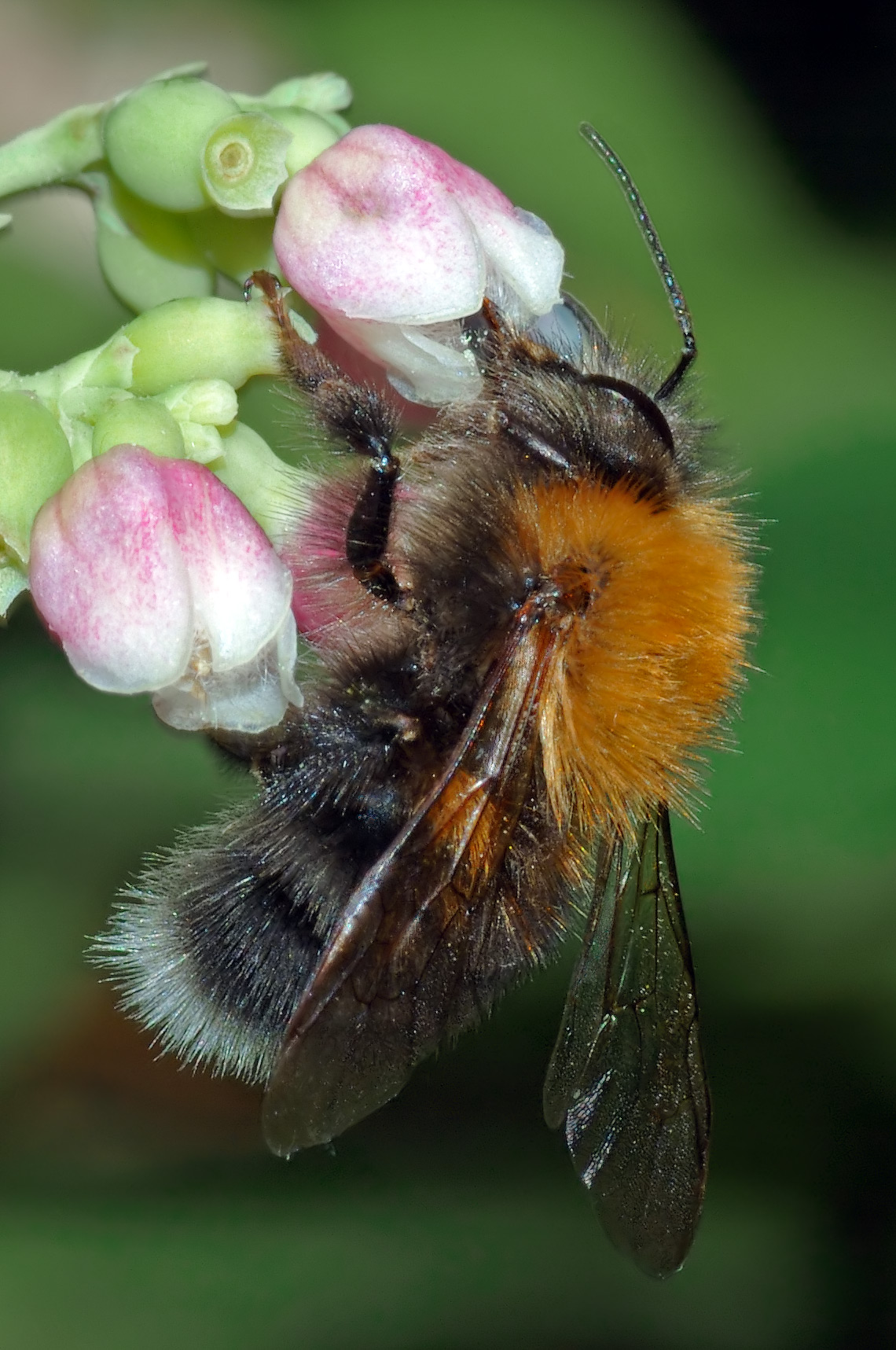
Een hommel op een bloem

Theofiel speelt in een reclamespot waarin het vergif Floraunakill wordt aangeprezen, waarna de vrienden besluiten hiertegen actie te voeren en verkleden zich als hommels. Ze willen Celestien – die bang is voor insecten – overtuigen van het belang van deze dieren, maar flitsen per ongeluk de kleine Cleo naar 1900. 
Suske en Wiske gaan met vitavliegje naar het verleden om het meisje te vinden, de natuur is in deze tijd nog niet zo beschadigd door toedoen van de mens als in de 21e eeuw. Als de professor de kinderen weer naar het heden wil flitsen, belanden ze per ongeluk in de toekomst. Er zijn dan geen planten meer, dus ook geen groenten en fruit. 
Celestien praat haar man om, hij gaat zaken verkopen om bloemen en groenten te kweken. Zowel Theofiel als Celestien willen een goede toekomst voor hun dochter.